# Perstorp
Perstorp er et byområde med 5.972(2023) indbyggere og hovedby i Perstorp Kommune, Skåne Län, Sverige. Byen ligger i skovrigt område og er en stationsby.